# 구르니크 자브제
구르니크 자브제(Górnik Zabrze)는 폴란드의 축구 클럽으로 폴란드 남부의 자브제에 연고를 두고 있다.

### 역대

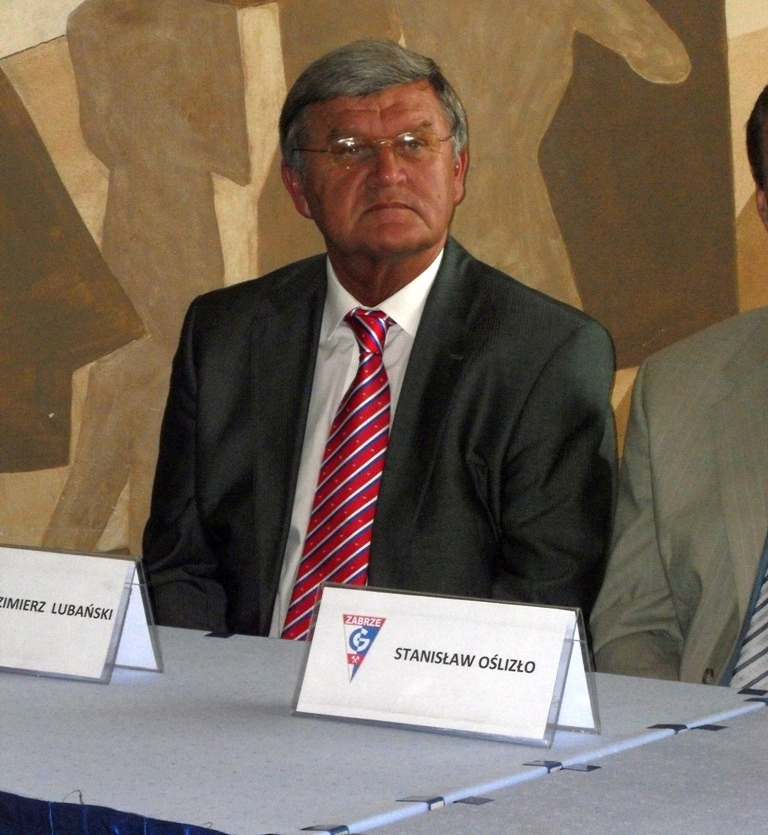
브워지미에시 루반스키

## 역대 성적
- 엑스트라클라사 : 14

1957, 1959, 1961, 1962/63, 1963/64, 1964/65, 1965/66, 1966/67, 1970/71,1971/72, 1984/85, 1985/86, 1986/87, 1987/88.
- 폴란드 컵 : 6

1964/65, 1967/68, 1968/69, 1969/70, 1970/71, 1971/72.
- 폴란드 슈퍼컵 : 1

1988

## 선수단

### 현재 소속 선수
2025년 2월 14일 기준
- 현재 소속 선수

참고: FIFA 자격 규정에 따라 소속된 국가대표팀 국기를 표시합니다. 선수는 복수의 FIFA 비회원국 국적을 가지고 있을 수 있습니다.
| 번호 | 포지션 | 국적     | 이름            |
| ---- | ------ | -------- | --------------- |
| 9    | FW     | 튀르키예 | 시난 바키스     |
| 38   | MF     | 체코     | 필리프 프레브슬 |

| 번호 | 포지션 | 국적       | 이름            |
| ---- | ------ | ---------- | --------------- |
| 64   | DF     | 슬로베니아 | 에릭 잔자       |
| 81   | DF     | 슬로바키아 | 마투스 크메트   |
| 88   | MF     |            | 후루카와 요스케 |

## 역대 감독
| 감독                | 임기        |
| ------------------- | ----------- |
| 수서 페렌츠         | 1970 ~ 1971 |
| 안토니 피에흐니체크 | 1986 ~ 1987 |